# Grand Aven du Mont Marcou
Pour les articles homonymes, voir Marcou et Aven (homonymie).
Le Grand Aven du Mont Marcou est un gouffre situé sur le territoire de la commune de Saint-Geniès-de-Varensal, dans la montagne de Marcou, département de l'Hérault. La cavité s'ouvre dans le parc naturel régional du Haut-Languedoc, elle est mondialement connue pour ses concrétions d'aragonite de couleur verte due à la présence d'ions nickel Ni2+. L'aven a été découvert en 1930 par Robert de Joly qui en débuta l'exploration.

## Spéléométrie
En 2004, le développement connu et topographié de la cavité était de 1 800 m pour une dénivellation de 345 m,.

## Géologie
Le versant sud du Mont Marcou est traversé par une faille inverse qui met en contact les schistes verts de la Formation de Marcory (Cambrien) riches en pyrite nickelifère et les calcaires dolomitiques (également du Cambrien). Ce phénomène géologique a permis le creusement de l'aven du Mont Marcou. Le miroir de faille est bien visible dans le puits du Grand Cèdre (160 m de verticale absolue, de -150 m à -345 m) : schistes en paroi nord et calcaires en paroi sud.
L'aven s'ouvre dans les calcaires dolomitiques du Cambrien inférieur. Ces calcaires sont surmontés par une formation gréseuse parfois également riche en pyrite (FeS2) contenant des éléments chalcophiles, notamment du nickel (Ni), du plomb, du zinc, de l'arsenic, de l'antimoine (Pb, Zn, As, Sb…) et de l'uranium,. Le massif du Mont Marcou est parcouru par un réseau de failles inverses qui facilitent l'infiltration dans les calcaires dolomitiques des eaux météoriques ayant d'abord ruisselé au contact des schistes verts pyritifères puis percolé au travers des grès,.
Le gouffre se termine à -345m de profondeur sur une grande trémie impénétrable (éboulis de blocs enchevêtrés). Les eaux souterraines alimentent les résurgences de Fontcaude à Saint-Geniès-de-Varensal.

## Contexte géochimique
Les eaux de précipitation et de surface en équilibre avec l'atmosphère terrestre sont riches en gaz dissous, essentiellement l'oxygène (O2) et le dioxyde de carbone (CO2), et sont par conséquent très réactives chimiquement. D'une part, l'oxygène en solution dans l'eau oxyde la pyrite contenue dans les schistes verts et les grès, libérant ainsi les éléments minéraux (Ni, Pb, Zn, As, Sb, U…) piégés dans la pyrite, tandis que le CO2 dissout le calcaire (CaCO3) et la dolomie (Ca,Mg(CO3)2), permettant la karstification du massif. 
L'agressivité de l'eau au contact des calcaires est encore accrue par l'acidification causée par l'oxydation de la pyrite des schistes verts et des grès. En effet, l'oxydation de la pyrite libère également en solution de l'acide sulfurique (H2SO4) suivant la réaction :
FeS2 + 15 O2 + 14 H2O →  4 Fe(OH)3 + 8 H2SO4
L'acidité (bas pH) qui en résulte augmente la solubilité des cations métalliques (dont celle des ions Ni2+ de couleur verte) et empêche leur précipitation, les maintenant ainsi en solution durant leur transport par l'eau, jusqu'à ce que le pH remonte après que les ions H+ aient été consommés par la dissolution du carbonate de calcium (CaCO3) :
H2SO4 + CaCO3 + H2O → CaSO4·2H2O + CO2
La réaction de dissolution du calcaire par l'acide sulfurique produit du gypse (CaSO4·2H2O) et libère également du dioxyde de carbone (CO2) dans l'atmosphère de la grotte et des fissures non saturées en eau.
Lorsque la valeur du pH remonte après la neutralisation de l'acide sulfurique par le calcaire, les cations métalliques, comme Ni2+, s'hydrolysent (Ni2+ + 2 OH– → Ni(OH)2) et ensuite précipitent, colorant ainsi certaines concrétions.

## Concrétions vertes
La couleur verte des aragonites du Grand Aven du Mont Marcou est due à la présence d'ions nickel (Ni2+) également responsables de cette teinte caractéristique en solution aqueuse. Longtemps soupçonnée, l'origine de cette couleur intense est en fait plus complexe qu'on ne le croyait jusqu'il y a peu. Les travaux d'une équipe multidisciplinaire de scientifiques et spéléologues ont permis de caractériser de façon plus détaillée la minéralogie de ces concrétions de nature exceptionnelle et nécessitant la protection de la cavité,,.
On a longtemps considéré que les cations nickel (Ni2+) se substituaient simplement aux ions calcium (Ca2+) dans le réseau cristallin de l'aragonite (variété orthorhombique de CaCO3), voire étaient directement responsables de cette forme cristalline moins commune en influençant d'une façon, ou d'une autre, le processus de croissance cristalline du carbonate de calcium, à la manière des ions magnésium  (Mg2+) connus pour inhiber la cristallisation de la calcite. En fait, le processus de cristallisation et l'espèce minérale responsable de la couleur verte sont tous deux bien plus inattendus qu'on ne pouvait le soupçonner.
La couleur vert foncé des aragonites du mont Marcou a pu être attribuée par Vlieghe et al. (2022, 2023, 2024),, à la népouite, un phyllosilicate de la famille des serpentines, de formule (Ni,Mg)3Si2O5(OH)4. La népouite est le principal minerai de nickel en Nouvelle-Calédonie, où elle a été découverte en 1907 par l'ingénieur et minéralogiste Edouard Glasser dans la localité de Népoui qui lui a donné son nom; toutefois, elle n'est pas particulièrement connue en France métropolitaine. Elle est généralement formée par l'altération de roches ultramafiques, d'origine magmatique, pauvres en silice et contenant beaucoup de minéraux riches en magnésium et en fer. Sa présence en milieu sédimentaire et calcaire, et notamment en grotte, est donc surprenante.
Au moyen d'analyses par diffraction de rayons-X (DRX), microscopie électronique à balayage (MEB), micro-spectroscopie Raman, et d'analyses à la micro-sonde électronique (EPMA), ces chercheurs ont ainsi pu mettre en évidence un enrichissement important et inattendu en nickel (jusqu'à 30 % en masse) dans des cristaux de népouite tapissant les surfaces de concrétions d'aragonite moins colorée. La népouite s'est formée à la surface de l'aragonite sous forme de cristaux tabulaires ou de sphérules. Cet enrichissement superficiel et donc localisé explique la teinte foncée des aragonites vertes. D'autres éléments comme le plomb (Pb) et le zinc (Zn) sont également présents, de même que de l'uranium (1 000 ppm). L'origine du nickel, de l'uranium et des éléments chalcophiles est attribuée à l'oxydation de la pyrite (FeS2) contenue dans une formation de grès surincombante et surmontant la formation dolomitique de l'aven. La pyrite formée en conditions réductrices lors de la sédimentation marine du grès dans des eaux pauvres en oxygène incorpore aisément de nombreux éléments dans son réseau cristallin. Son oxydation en conditions humides au contact de l'oxygène de l'air produit de l'acide sulfurique (H2SO4) et libère les ions captifs ensuite maintenus en solution grâce au bas pH de l'eau. Le transport de ces ions à l'état dissous dans les eaux d'infiltration dans les calcaires dolomitiques sous-jacents a été favorisé par la présence de failles géologiques et ces éléments se sont reconcentrés et accumulés dans les cristaux de népouite se formant à la surface des concrétions d'aragonite. La raison de la formation de ce phyllosilicate de nickel assez rare dans nos contrées et les conditions physico-chimiques propices à sa genèse restent cependant énigmatiques.
La présence d'anions silicates en solution aqueuse, ou la formation de colloïdes de silicates basiques de nickel et de magnésium, joue probablement un rôle encore mal compris dans le processus de formation de la népouite, (Ni,Mg)3Si2O5(OH)4. La complexation des cations Ni2+ par des anions silicates polymériques, bases conjuguées de l'une ou l'autre espèces d'acides siliciques, plus ou moins polymérisés, ne peut être exclue,,. Les travaux de Charlet et Manceau (1994) ainsi que ceux de Missana et al. (2022) inclinent à penser que les ions Ni2+ initialement présents à la surface de l'aragonite pourraient être responsables de la formation des minces films superficiels de népouite, par adsorption d'anions silicates formant préférentiellement des complexes de surface avec les ions Ni2+.

## Histoire des explorations
En 1930, Robert de Joly découvre l'aven et atteint la profondeur de -65 m en 1931. Le terminus a été facilement identifié, il s'agit d'un énorme bloc suspendu au-dessus d'un passage étroit. Cette configuration est suffisante pour justifier le commentaire de l'explorateur qui juge la cavité dangereuse.
En 1948, le Spéléo-club de Montpellier lève une topographie de la cavité cotée à -73 m.
En 1962, le Clan du Grand Cèdre des Éclaireurs de France de Castres découvre la salle Robert de Joly et atteint la cote -120 m.
En 1963, le même groupe explore l'aven no 2 du Mont Marcou jusqu'à la profondeur de -25, -30 m.
En 1964, les Éclaireurs de France de Castres et de Carmaux et la Société de Recherches Spéléologiques et Archéologiques de Sorèze (Tarn) atteignent la margelle du grand puits qu'il nomme  « puits du Grand Cèdre » en hommage au clan scout qui avait œuvré dans cette cavité les années précédentes (cf. supra). Ils le sondent et estiment sa profondeur entre 170 et 200 mètres.
En 1965, les Éclaireurs de France et un collectif tarnais atteignent le fond du grand puits de 165 mètres de verticale absolue, à la cote -325 m grâce à l'emploi d'un treuil pneumatique. Le compresseur étant installé à l'extérieur, 400 mètres de tuyaux sont nécessaires pour relier le treuil installé au sommet du puits, à la cote -155 m.
En 1966, une deuxième descente est réalisée à l’échelle par le Spéléo-club de la Montagne Noire et de l'Espinouse (SCMNE) et le Spéléo-club de l'Aude (SCA). Le chef d’expédition est Claude Raynaud ; des observations sont faites par Alain Mangin (CNRS Moulis) ; Claude Bou lève la topographie du puits du Grand Cèdre.
En 1968, un drame survient avec le décès de Jean Varailhes (19 ans), fauché par une lame rocheuse dès la première descente du puits du Grand Cèdre. Les spéléologues de Béziers, Bédarieux et Valros, qui ont pourtant installé un treuil de conception plus légère, renoncent définitivement à la poursuite des opérations. L'accident mortel porte un coup d'arrêt à l'enthousiasme des premières années d'exploration du grand puits.
En 1977, des spéléologues du Spéléo-Club Alpin Languedocien (SCAL) de Montpellier et d'autres clubs locaux (Spéléo-clubs de Cournonterral et de Frontignan) organisent un camp au fond du puits du Grand Cèdre. Ils approfondissent la cavité pour porter sa cote définitive à - 345 mètres. Par ailleurs, leur obstination conduit à la découverte du réseau de la Grande Diaclase.
En 1978, lors d'une séance de topographie, qui impose généralement un relevé minutieux de tous les recoins d'une cavité, la « géode des vertes » est enfin découverte.
En 1979, l'exploration du réseau de la Grande Diaclase se poursuit jusqu'à la cote -247 m.
En 1985, une équipe du CRASP (Club de recherche archéologique et spéléologique de Pignan) découvre un petit réseau au fond du puits du Grand Cèdre, qu'ils baptisent « réseau Marion » du nom de la fille d'un de ses membres, récemment venue au monde[réf. souhaitée].
En 2012, le Spéléo-club de Montpellier relie l'aven no 2 au no 1 (grand aven du Mont Marcou) après d'importants travaux de désobstruction.

## Mesures de protection
Vers 1985, le Club de Recherches Archéologique et Spéléologique de Pignan installe une grille de plusieurs mètres de hauteur équipée d’une porte, afin de protéger l'accès à la géode.
Mais le contexte est peu favorable, car les spéléologues n'admettent pas la fermeture de cavités, quels qu'en soient les motifs. La période, appelée « la guerre des boulons » (envois réciproques des boulons de portes aux « clubs propriétaires »), voit la destruction systématique des portes de protection. Celle du Mont Marcou ne résiste pas longtemps et pendant dix ans le site reste sans protection. La géode subit immanquablement des dégradations.
En 1994, le Club de Recherches Archéologique et Spéléologique de Pignan propose de signer une convention, mais qui restera lettre morte. Le sujet est régulièrement abordé en réunion départementale, mais faute d'accord et de volonté aucune mesure de protection n'est prise.
En 1996, l’Assemblée générale des spéléologues de l'Hérault ratifie un document qui réglemente les visites, mais cette convention n'est pas appliquée. La situation n'évolue pas pendant quatre ans. Puis, les photographes, plus sensibles, donnent l'alerte et dénoncent les dégradations évidentes du site. Ces photographes, qui viennent de toute la France et parfois de l'étranger, sont simplement choqués par l'absence de protection du site.
En 2000 et 2001, une soixantaine de spéléologues de l'Hérault et du Tarn décident de passer outre et prennent l’initiative de réaliser des travaux de sauvegarde. Le système de fermeture est consolidé avec l’aide du Comité départemental de spéléologie de l’Hérault.
En 2002, l'Association Mont Marcou (AMM) voit le jour. Aujourd'hui, cette association gère l'accès et la protection du site avec l'accord du propriétaire du terrain.
En 2004, un système d'adduction d'eau permettant le nettoyage sous pression (4 bar) de la boue qui souillait certains passages donnant sur la géode des Vertes est mis en place. Les traces de boue sont partiellement éliminées tandis que les nouveaux visiteurs disposent d'un système pour rincer leurs bottes.
En 2007, une série d’échelles-passerelles rigides sont ancrées dans la paroi en plusieurs points menant à la cheminée glaiseuse. La sécurité des visiteurs est améliorée ; pieds et mains restent également plus propres avant de pouvoir admirer les Vertes.
En 2009, le réseau des Vertes est protégé par l'installation d'une nouvelle porte.
L'ensemble formé par l'aven du Mont Marcou (sol et sous-sol) est classé par arrêté le 12 février 2009 parmi les sites du département de l'Hérault. À ce titre, il est protégé par la loi, par l'arrêté publié au Journal officiel le 25 février 2009.

## Classement
En 1999, un dossier de 18 sites et 24 grottes à concrétions du Sud de la France est proposé pour une inscription sur la liste indicative du patrimoine mondial naturel, antichambre de la liste du patrimoine mondial,. En octobre 2001, un avis défavorable est émis par l'union internationale pour la conservation de la nature (UICN). Fin 2005, l'État français pense représenter une demande d'inscription. En 2007, le projet est retiré et l'association de valorisation des cavités Françaises à concrétions (AVCFC) regroupant 23 cavités du Sud de la France est créée.